# Onthophagus merdarius
Onthophagus merdarius é uma espécie de insetos coleópteros polífagos pertencente à família Scarabaeidae.
A autoridade científica da espécie é Chevrolat, tendo sido descrita no ano de 1865.
Trata-se de uma espécie presente no território português.